# Gloria Gordon Bolotsky
Gloria Gordon Bolotsky   (Nova York, 28 de juliol de 1921 - Gaithersburg, 30 de juny de 2009) va ser una informàtica americana i una de les primeres programadores de l'ordinador d'ENIAC.

## Biografia
Gloria Ruth Gordon va néixer a la ciutat de Nova York. Va assistir a una escola d'infermeria, però finalment es va graduargr amb una llicenciatura en matemàtiques al Brooklyn College.
Es va casar amb el seu marit, Max Bolotsky, un metal·lúrgic, l'any 1948. Van criar la seva família a Rockville, Maryland. Van tenir cinc filles.
Carrera
Gordon va treballar al Brooklyn Navy Yard com a matemàtica abans de mudar-se a Filadèlfia per unir-se a l'escola d'enginyeria de la Universitat de Pennsilvània als anys 40s. Va formar par d'un equip d'uns cent científics que van participar en la programació de l'ordinador ENIAC, que va ser dissenyat per calcular taules d'artilleria per a l'exèrcit dels EUA. La programació inicial havia estat feta per sis dones.
L'any 1946, la revista de Vida va publicar una fotografia de l'ENIAC amb dues dones que hi treballaven. Tot i que les dones no van ser identificades en aquell moment, més tard va ser revelat que la dona ajupida era Gordon, mentre que l'altra era la seva companya de feina, Ester Gerston.
Des de Filadèlfia, va ser contractada per a un grup secret a l'Aberdeen Proving Ground a Maryland l'any 1947. Als anys 1950s, Gloria Bolotsky va treballar com a professora de matemàtiques de secundària a l'institut Towson durant un any. L'any 1963, es va incorporar a l'Institut Nacional d'Estàndards i Tecnologia a Gaithersburg, on va treballar durant els següents vint anys. Les seves contribucions van incloure xarxes d'ordinadors, integració de xarxes en sistemes de telecomunicacions i tècniques d'optimització de costos.
Vida posterior
El marit de Gloria Bolotsky va morir l'any 1998 després quaranta-nou anys de matrimoni. Ella va morir de càncer el dia 30 de juny de 2009 a Gaithersburg, Maryland. Va ser enterrada als King David Memorial Gardens, a Falls Church, Virginia.